# Normandia (film)
Normandia (Breakthrough) è un film del 1950 diretto da Lewis Seiler.
È un film di guerra statunitense con David Brian, John Agar e Frank Lovejoy ambientato in Francia nel 1944, durante la seconda guerra mondiale.

## Produzione
Il film, diretto da Lewis Seiler su una sceneggiatura di Bernard Girard e Ted Sherdeman e un soggetto di Joseph Breen, fu prodotto da Bryan Foy per la Warner Bros. e girato a Fort Ord, California, da metà giugno a fine luglio 1950.

## Distribuzione
Il film fu distribuito con il titolo Breakthrough negli Stati Uniti dal 17 novembre 1950 al cinema dalla Warner Bros.
Altre distribuzioni:
- in Francia il 27 luglio 1951 (Le grand assaut)
- in Svezia il 15 ottobre 1951 (Genombrott i Normandie)
- in Finlandia il 14 dicembre 1951 (Läpimurto)
- in Spagna il 10 marzo 1952 (Día D, hora H)
- in Portogallo il 2 maggio 1952 (Mais do Que Permite a Força Humana)
- in Danimarca il 1º ottobre 1952 (Gennembrud i Normandiet)
- in Germania Ovest il 5 ottobre 1962 (6.6. 6 Uhr 30 - Durchbruch in der Normandie)
- in Finlandia il 9 aprile 1965 (redistribuzione)
- in Italia (Normandia)
- in Belgio (De doorbraak)
- in Brasile (Abrindo Caminho a Fogo)
- in Grecia (To metopo katerrefse!...)
- in Italia (Normandia)